# کاکل‌زری (فیلم)
کاکل‌زری فیلمی به کارگردانی نظام فاطمی و نویسندگی احمد نجیب‌زاده محصول سال ۱۳۵۱ است.

## خلاصه داستان
رضا قصاب (رضا بیک ایمانوردی) به شیرین علاقه دارد، اما شیرین به دست ایرج که او را اغفال کرده، کشته می‌شود. پدر (رضا بنی احمد) و مادر (مهری ودادیان) شیرین، رضا را به عنوان قاتل دخترشان معرفی می‌کنند. رضا می‌گریزد و به خانه ای پناه می‌برد که در آن دختری به نام زری (مرجان) ناپدری اش را که درصدد دست درازی به او است به قتل می‌رساند. رضا و زری به کمک هم می‌گریزند و به عنوان مباشر آقای معز (احمد قدکچیان) استخدام می‌شوند. اسکندرخان، که از ایرج طلبکار است، افرادش را می‌گمارد تا آقای معز، را به قتل برساند، با این هدف که ثروت معز به پسرش ایرج (پیمان) برسد و او قادر به بازپرداخت بدهی اش شود. رضا چند بار جان آقای معز را نجات می‌دهد و ایرج را به درخواست پدرش می‌یابد و نزد او می‌برد. زری به ایرج علاقمند می‌شود، اما اسکندر به رضا خبر می‌دهد که ایرج قاتل نامزد او است. زری از تحویل دادن ایرج امتناع می‌کند، و در لحظه ای که ایرج تصمیم گرفته خود را به پلیس معرفی کند یکی از افراد اسکندر به آقای معز شلیک می‌کند و ایرج سپر جان پدرش شده و کشته می‌شود. رضا و زری تصمیم می‌گیرند زندگی جدیدی را با هم تشکیل دهند.

## بازیگران
- رضا بیک ایمانوردی
- پیمان
- مرجان
- احمد قدکچیان
- علی میری
- رضا بنی احمد
- مهری ودادیان
- حسین شهاب
- سیمین غفاری
- فرامرز محمودی
- فریدون نریمان
- کاظم تهرانچی
- مهدی
- علی تبریزی
- رضا حاجیان